# Зъбарче
Зъбарчето (Odontites) е род покритосеменни растения от семейство Воловодецови (Orobanchaceae).

## Разпространение
Зъбарчето е ендемично за Сиера Невада в Испания.
През 1993 г. видът е бил толкова застрашен, че само на две места са оцелели около 1500 растения. Благодарение на усилията за опазването му, през 2006 г. видът се завърна, наброявайки над 100 000 екземпляра.